# Orthosia nanus
Orthosia nanus là một loài bướm đêm trong họ Noctuidae.